# Museumsinsel Lüttenheid
Koordinaten: 54° 11′ 34,9″ N, 9° 5′ 46,4″ O
Die Museumsinsel Lüttenheid ist ein Komplex mehrerer zusammengelegter Museen in Heide (Holst). Das südlich des Heider Marktplatzes gelegene Areal besteht aus dem stadtgeschichtlichen Museum und dem Klaus-Groth-Haus. Eingerichtet wurde die Museumsinsel 2004 im Zuge des Umzugs des Heider Heimatmuseums in den Stadtteil Lüttenheid. Das gesamte Areal wurde 2017 unter Denkmalschutz gestellt.

## Geschichte

### Geschichte der Museumsinsel Lüttenheid

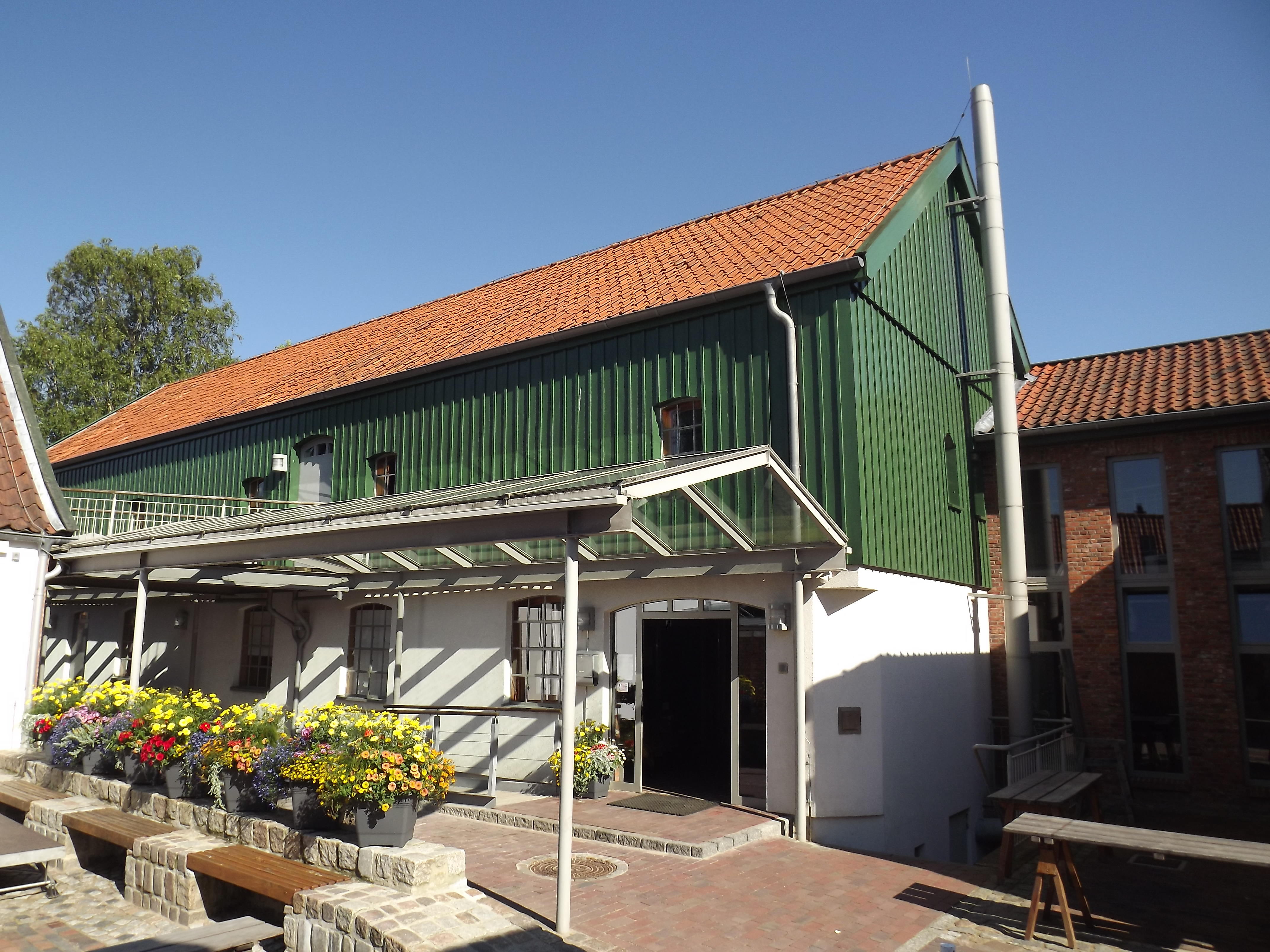
Eingangsbereich des Heimatmuseums in der Alten Schmiede

Das Museum wurde 1904 als Heider Heimatmuseum vom Heider Gewerbeverein gegründet. Zunächst war die entstandene Altertumssammlung, die sich aus Stiftungen von Heider Bürgern zusammensetzte, in einem Raum der Schule auf Lüttenheid untergebracht. Das Anwachsen der Sammlung machte im Laufe der Zeit mehrere Standortwechsel notwendig. 1925 übernahm die Stadt Heide die Sammlung des Gewerbevereins, welche in das Schulgebäude der Landwirtschaftsschule an der Österweide umzog. Auf einer Tagung der Arbeitsgemeinschaften der Heimatmuseen, die 1933 in Kiel stattfand, wurde der Beschluss gefasst, dass Heide die Erforschung und Darstellung der Natur- und Vorgeschichte ganz Dithmarschens übernehmen solle. Die Trägerschaft des Museums für Dithmarscher Vorgeschichte wurde auf die Stadt Heide sowie die Kreise Norder- und Süderdithmarschen übertragen. 1967/68 zogen das Heimatmuseum und das Museum für Dithmarscher Vor und Frühgeschichte  in das von der Stadt erworbene Gebäude der ehemaligen Landeszentralbank in der Brahmsstraße nahe dem Wasserturm. Der Heider Maler Nicolaus Bachmann sowie eine Naugardstube, die an die Patenschaft mit der Stadt Naugard seit 1963 erinnern sollte, wurden dort nun ebenfalls thematisiert. Ende der 1970er und Anfang der 80er Jahre erfuhren das Museum für Dithmarscher Vor- und Frühgeschichte und das Heider Heimatmuseum Erweiterungen, unter anderem durch die Einrichtung von Werkstätten alten Heider Handwerks.

Die Sammlung Dithmarscher Vorgeschichte zog 2003 nach Albersdorf. 2005 erhielt das Museum den Namen Museum für Archäologie und Ökologie Dithmarschen.  Aus dem Heimatmuseum wurde nach einer sechsjährigen Planungs- und Bauphase im Frühjahr 2004 die Museumsinsel Lüttenheid. Sie liegt im ehemaligen Handwerker- und Kleinbürgerviertel Heides. 

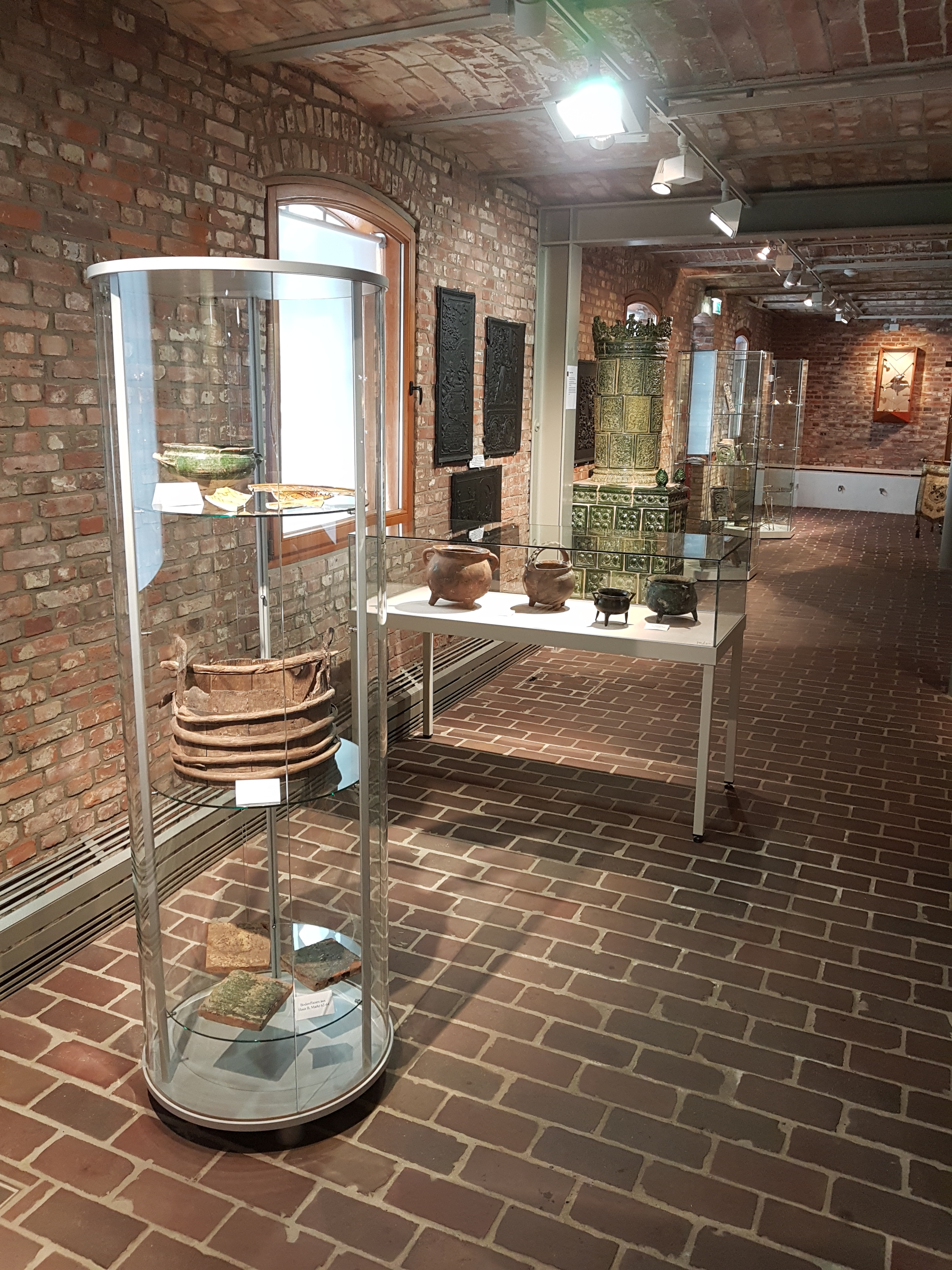
Ausstellungsraum des Heider Heimatmuseums in der Alten Schmiede

Die Ausstellung wurde in einem grundsanierten Schmiedegebäude von 1905 untergebracht, das im Obergeschoss auch einen großen Veranstaltungsraum für Sonderausstellungen und kulturelle Veranstaltungen beherbergt. In diesem Gebäude werden vor allem die Anfänge Heides in der Frühen Neuzeit mithilfe zahlreicher Originalobjekte dokumentiert. Ein weiterer Teil der Dauerausstellung wird im seit 2001 bezugsfertigen und seitdem auch genutzten alten Pferdestall, Baujahr 1925, gezeigt, der zur Schmiede gehörte. Dort wird das Thema des alten Heider Handwerks anhand mehrerer nachgebauter Werkstätten veranschaulicht. Im September 2011 wurde das an die Schmiede angrenzende Stadehaus eröffnet. Durch das Einbeziehen des Wohnhauses der Familie August Stades konnte die Dauerausstellung um die Geschichte Heides noch um zusätzliche Epochen erweitert werden, insbesondere des 19. und 20. Jahrhunderts.

### Klaus-Groth-Haus
Das Klaus-Groth-Haus ist das Geburtshaus des niederdeutschen Dichters Klaus Groth. Es liegt im ehemaligen Handwerkerviertel Lüttenheid in Heide. Erbaut wurde es 1796 von Groths Großvater Claus Reimer Groth, nachdem das ursprüngliche Haus samt Stall am 17. Juni desselben Jahres abbrannte. Bei dem neuerrichteten Haus handelt es sich um ein eingeschossiges, pfannengedecktes Gebäude mit verbrettertem Giebel.

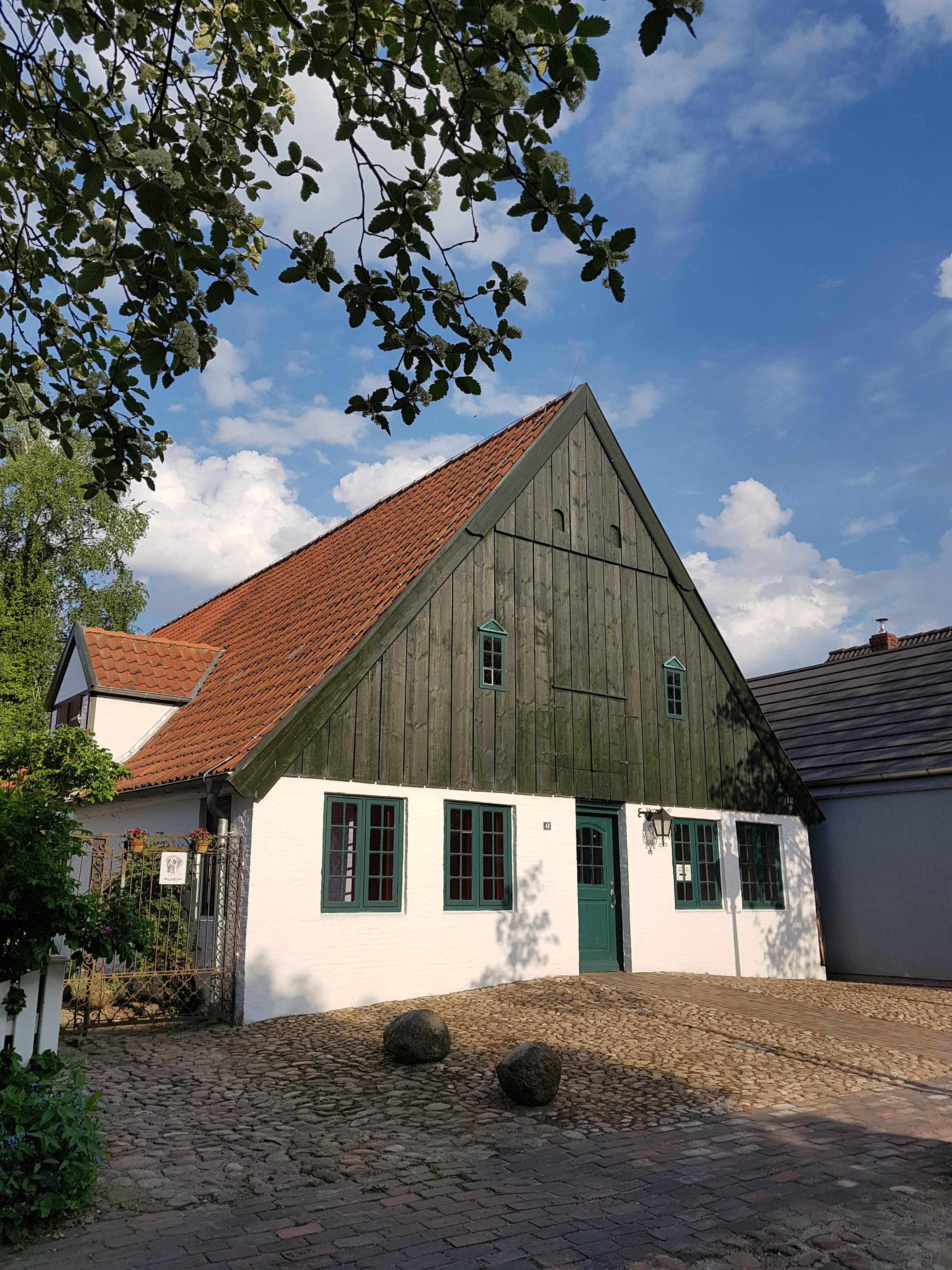
Frontseite des Klaus-Groth-Museums

Durch die Hochzeit Claus Reimer Groths im Jahr 1790 mit Catharina Margaretha Klehn ging die Grützmüllerei, die ihre Familie im Haus betrieb, in den Besitz der Groths über. Der Betrieb wurde 1843 durch den Zukauf einer nahegelegenen Windmühle vergrößert.
Bis 1877 befand sich das Haus im Familienbesitz. Nach mehreren Besitzerwechseln wurde das marode Gebäude durch das Engagement zahlreicher Kulturträger und Privatpersonen vor dem Abriss bewahrt. Dazu zählte die damals größte deutsche Kunstzeitung „Kunstmarkt“ aus München, die Provinz Schleswig-Holstein und der Kreis Norderdithmarschen sowie die Stadt Heide. Da Klaus Groths Wohnhaus in Kiel bereits im Jahr 1908 abgerissen worden war, bemühte man sich, zumindest sein Geburtshaus zu erhalten. Von der gestifteten Summe war es der Stadt Heide möglich, das Haus 1913 der damaligen Besitzerin Wiebke Catharina Friederike Lehmann für 8000 Reichsmark abzukaufen und zu einem Museum umzufunktionieren. Nach einer Grundsanierung eröffnete das Klaus-Groth-Museum am 25. April 1914 zum 95. Geburtstag Klaus Groths. Der erste Betreuer des Museums war bis 1924 Heinrich „Tibe“ Groth. Um dem Haus wieder möglichst den Charakter zu geben, den es zu Groths Jugendzeiten hatte, wurden bereits 1912 Heider Bürger zu Möbel- und Bücherspenden aufgerufen. Dank des Interesses der Heider konnte das Haus vollständig eingerichtet und die Bibliothek Groths erweitert werden. Unter anderem war der Literaturhistoriker Adolf Bartels an der Ausgestaltung des Museums beteiligt. Nach Angaben einer Halbschwester Groths wurde die ursprüngliche Einteilung des Hauses übernommen, das sogenannte Geburtszimmer nach einer alten Zeichnung Otto Speckters aus dem Jahr 1853 rekonstruiert.
1925/26 ging das Haus in städtischen Besitz über. Bis 1939 blieb das Museum in dem Zustand erhalten, den es bei der Eröffnung hatte.
Im Verlauf des 20. und beginnenden 21. Jahrhunderts erfuhr das Museum eine stetige Erweiterung seiner Sammlung, was insbesondere auf die Bibliothek zutrifft, die in ihrem Kern noch aus dem Besitz Klaus Groths stammt. So wurde der Bestand 1932 durch die Notensammlung von Doris Groth erweitert. Die Museumsstücke wurden während der Kriegsjahre ausgelagert und gelangten beinah vollständig wieder zurück ins Klaus-Groth-Museum. 1948 wurde die Sammlung abermals erweitert durch Objekte der Enkelin Groths. Durch die Gründung der Klaus-Groth-Gesellschaft 1949 gelangten weitere Stücke in den Besitz des Museums.

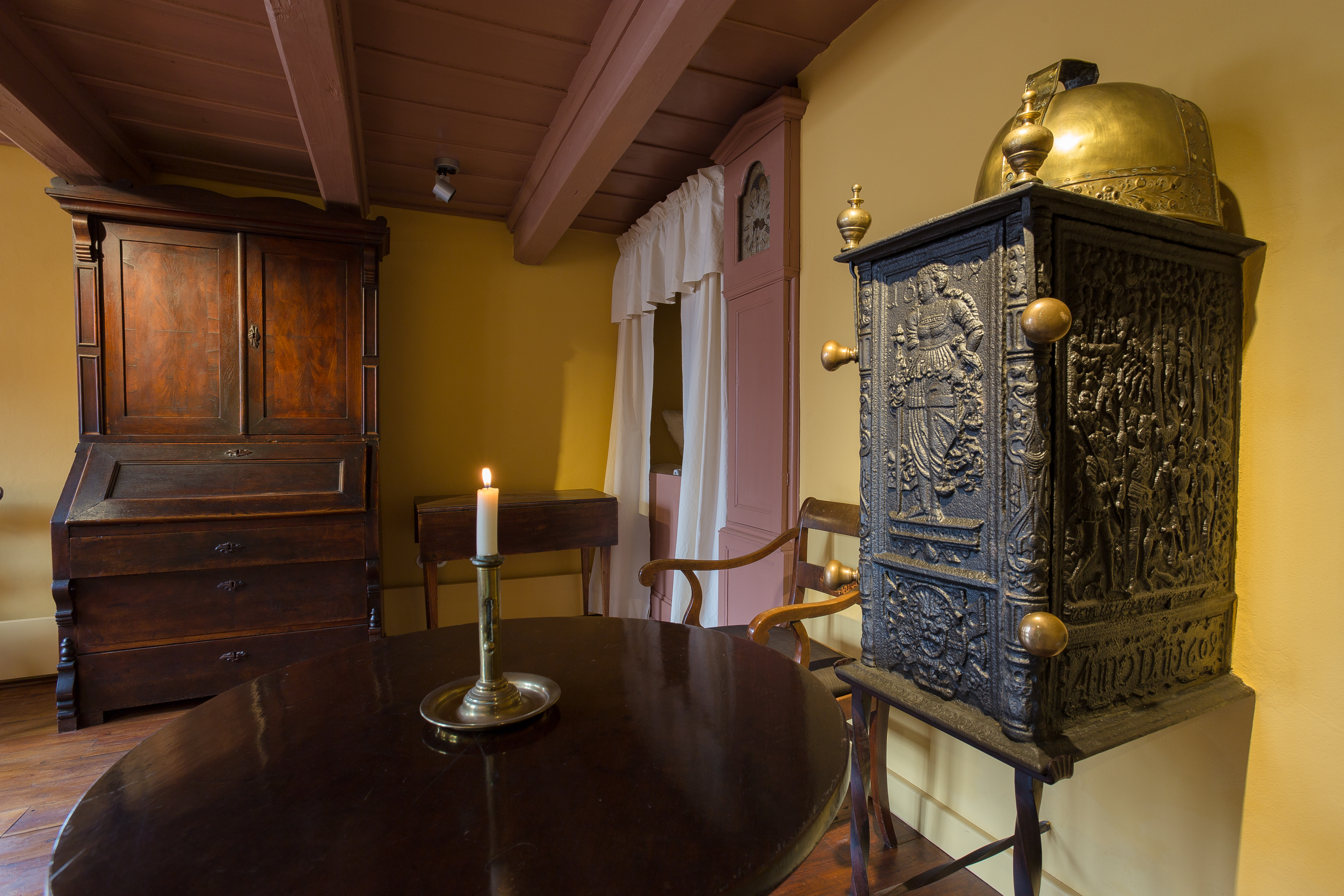
Geburtszimmer im Klaus-Groth-Museum, rekonstruiert nach einer Zeichnung von Otto Speckter

Das Haus durchlief mehrere Renovierungsarbeiten. 1951 wurde das Dachgeschoss ausgebaut, um die Bibliothek fassen zu können, die zu dem Zeitpunkt etwa 3000 Bände umfasste. Diese befinden sich heute in der Schleswig-Holsteinischen Landesbibliothek in Kiel, wo sie konservatorisch fachgerecht betreut werden können. Aufgrund dieser Bücherlast kam es 1965 zu Schäden am Dach, sodass Sanierungsarbeiten eingeleitet werden mussten. 1984 folgten weitere Renovierungsarbeiten.
Bei Reparaturarbeiten wurden 2011 erhebliche Schäden im Mauerwerk und der Statik entdeckt. Da das Haus wie im 18. Jahrhundert durchaus üblich ohne Keller oder Fundament direkt auf die Erde gebaut wurde, waren die Holzdielen feucht geworden, die Balken morsch und die Wände abgesackt. Es bestand Einsturzgefahr, sodass das Haus umgehend geschlossen wurde. Aufgrund des bereits bestehenden Denkmalschutzes des Hausinneren galt es, dementsprechende Vorschriften bei der Grundsanierung zu beachten. So wurde eine Restauratorin hinzugezogen, welche eine Empfehlung für die Farbgestaltung der zuvor weiß gehaltenen Räume aussprach: Einige Räume wurden in Lind- und Ockertönen gestrichen, da diese dem Zeitgeschmack um 1850 entsprachen. Der nach der Eröffnung 1914 angelegte Vorgarten vor dem Haus wurde im Zuge dessen ebenfalls entfernt, da dieses Bild nicht dem Ursprungszustand des Müllerhauses entsprach.
Das Haus konnte 2014 aufgrund von Verzögerungen während der Sanierungsarbeiten nicht zum hundertjährigen Bestehen wiedereröffnet werden. Stattdessen wurde es am 24. April 2016 wiedereröffnet, nachdem es neben der Sanierung auch eine inhaltliche Neugestaltung und Modernisierung erfahren hatte. Ein Multimediatisch gibt dem Besucher die Möglichkeit, sich im Fundus digitalisierter Fotos und Originaldokumente rund um Klaus Groth über dessen Leben zu informieren. Außerdem geben Hörstationen mit plattdeutschen Gedichten und Vertonungen seiner Gedichte einen auditiven Einblick in Groths Werk.
Der Vermittlungsschwerpunkt, der dem Besucher im Klaus-Groth-Haus gegeben wird, liegt neben der Darstellung von Leben und Werk Klaus Groths auf der Alltags- und Wohnkultur des 19. Jahrhunderts. Charakteristisch für Lüttenheid waren vor allem die enge Verbindung von Wohn- und Arbeitsbereich sowie das Ineinandergreifen von handwerklichem und bäuerlichem Leben. Zudem ist das Haus ein Zeugnis der kleinbürgerlichen Bauweise des 18. Jahrhunderts.

## Sammlung
Der Sammlungsbestand der Museumsinsel steht unter dem Oberbegriff Heide. So verwaltet die Museumsinsel beispielsweise den Nachlass des Heider Malers Nicolaus Bachmann, einen Teilbestand des Nachlasses der in Heide ansässig gewordenen Schriftstellerin Erna Weißenborn sowie einen Teilbestand des Nachlasses von Klaus Groth, zu dem auch Dokumente, Bildmaterial und Gegenstände um seine Person gehören. Ein großer Bestand an Einrichtungs- und Alltagsgegenständen macht einen Hauptteil des Sammlungsbestands aus. Dieser stammt einerseits aus dem Nachlass von Heider Bürger*innen und Geschäften (Dokumente undmuseu Bilder gehören ebenfalls dazu), andererseits handelt es sich um Ausgrabungsfunde vornehmlich aus der Frühen Neuzeit. Der Niederbrennung Heides während der sogenannten Letzten Fehde 1559 ist der Erhalt einer großen Menge an Keramik zu verdanken, welche bei Ausgrabungen in Heide gefunden wurde. Dazu zählt auch ein Kachelofen, der als der älteste erhaltene Kachelofen Norddeutschlands eingeschätzt wird. Objekte zum Heider Comicpionier Rudolph Dirks wie original Comicseiten oder ein Rudolph-Dirks-Award sind ebenfalls Teil des Museumsbestands.

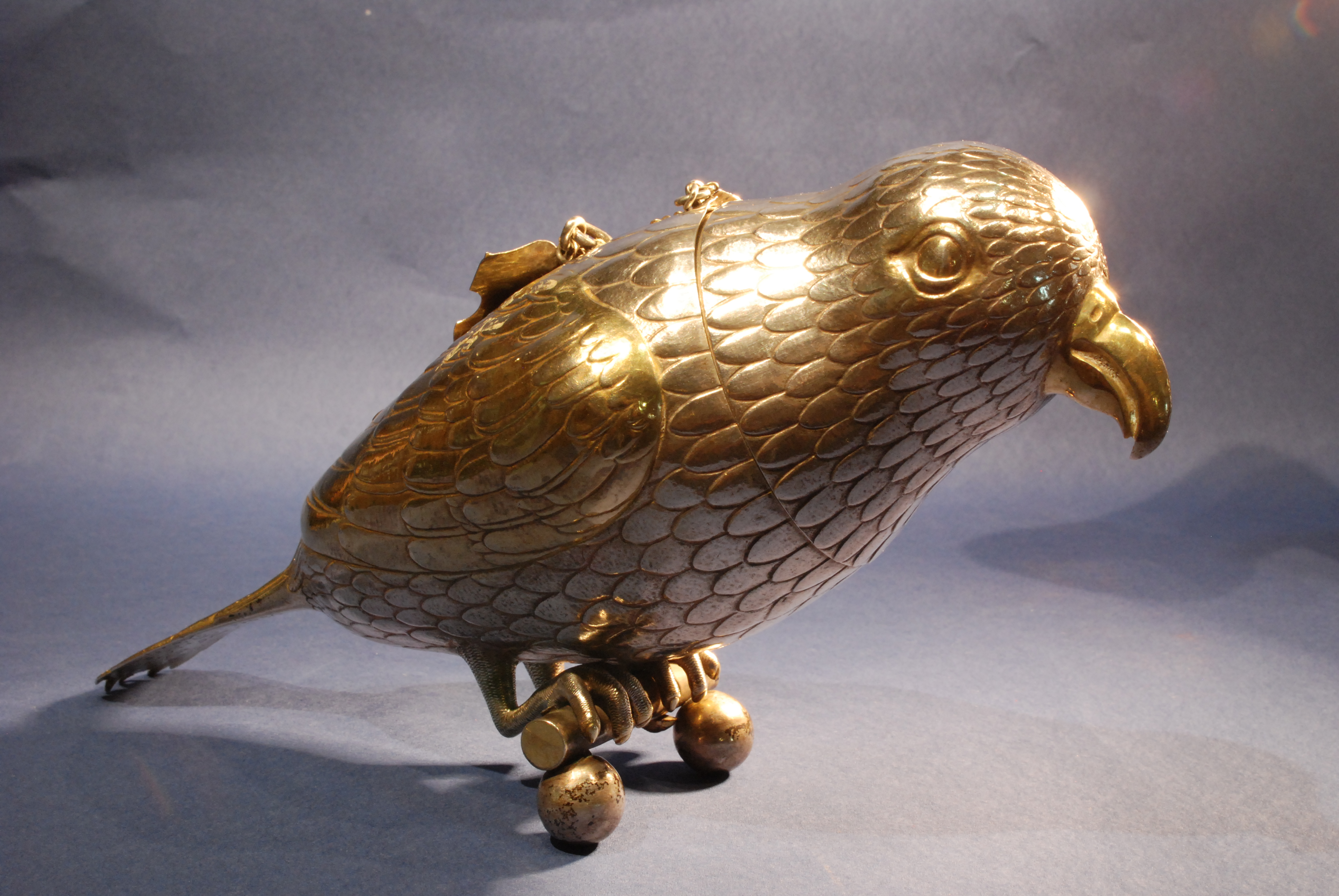
Trinkbecher der Heider Papagoyengilde
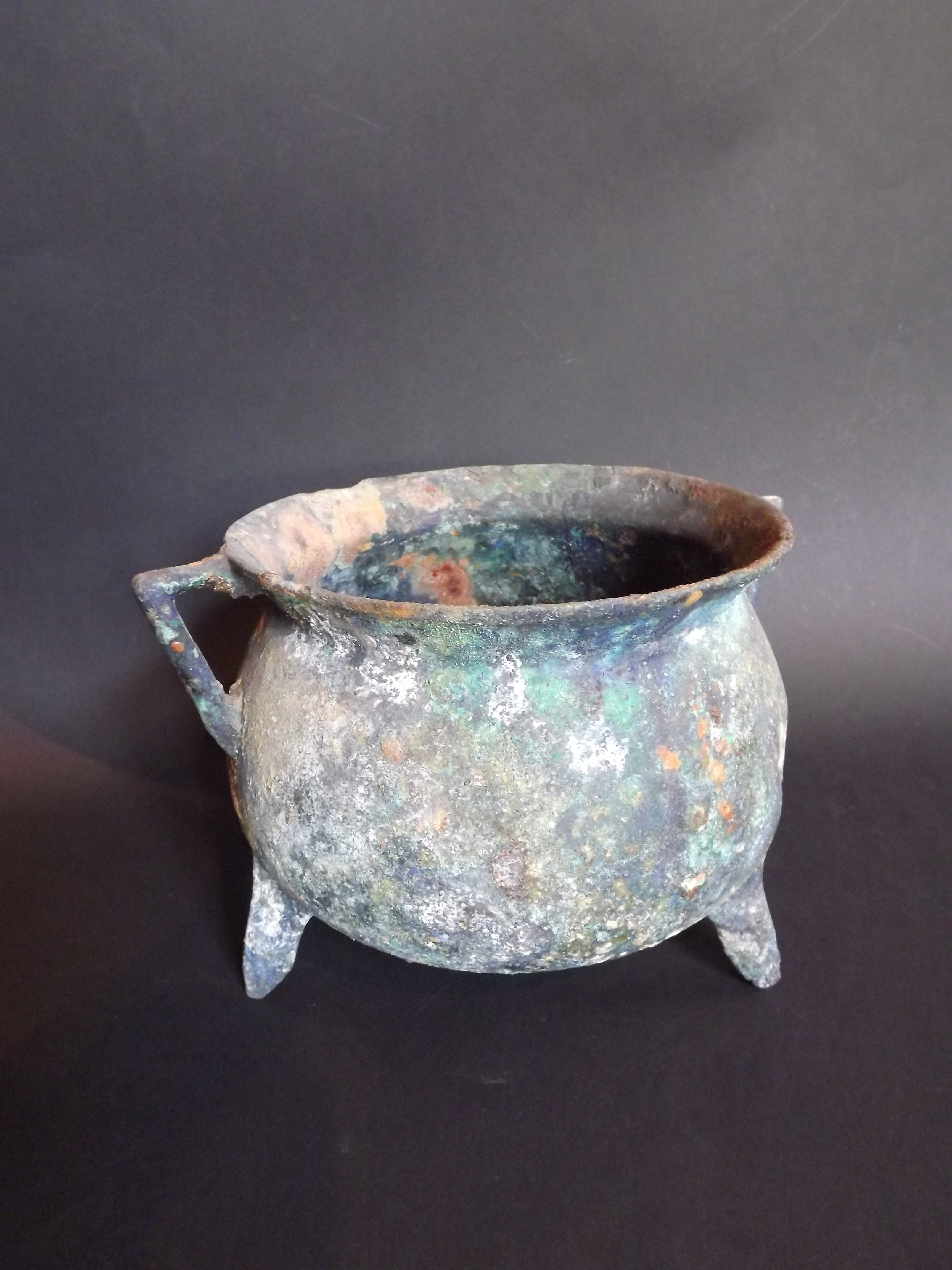
Frühneuzeitlicher Bronzegrapen
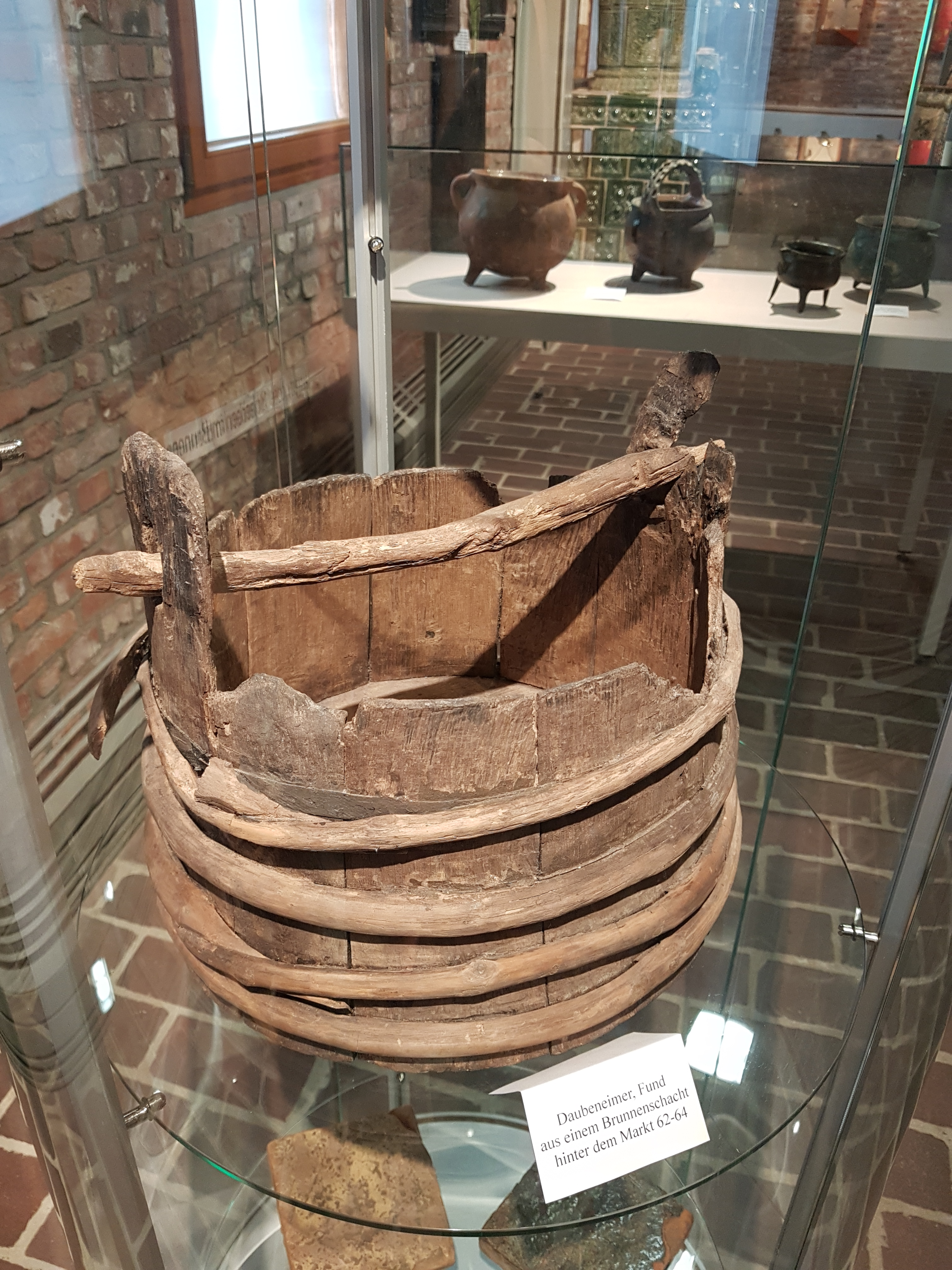
Daubeneimer
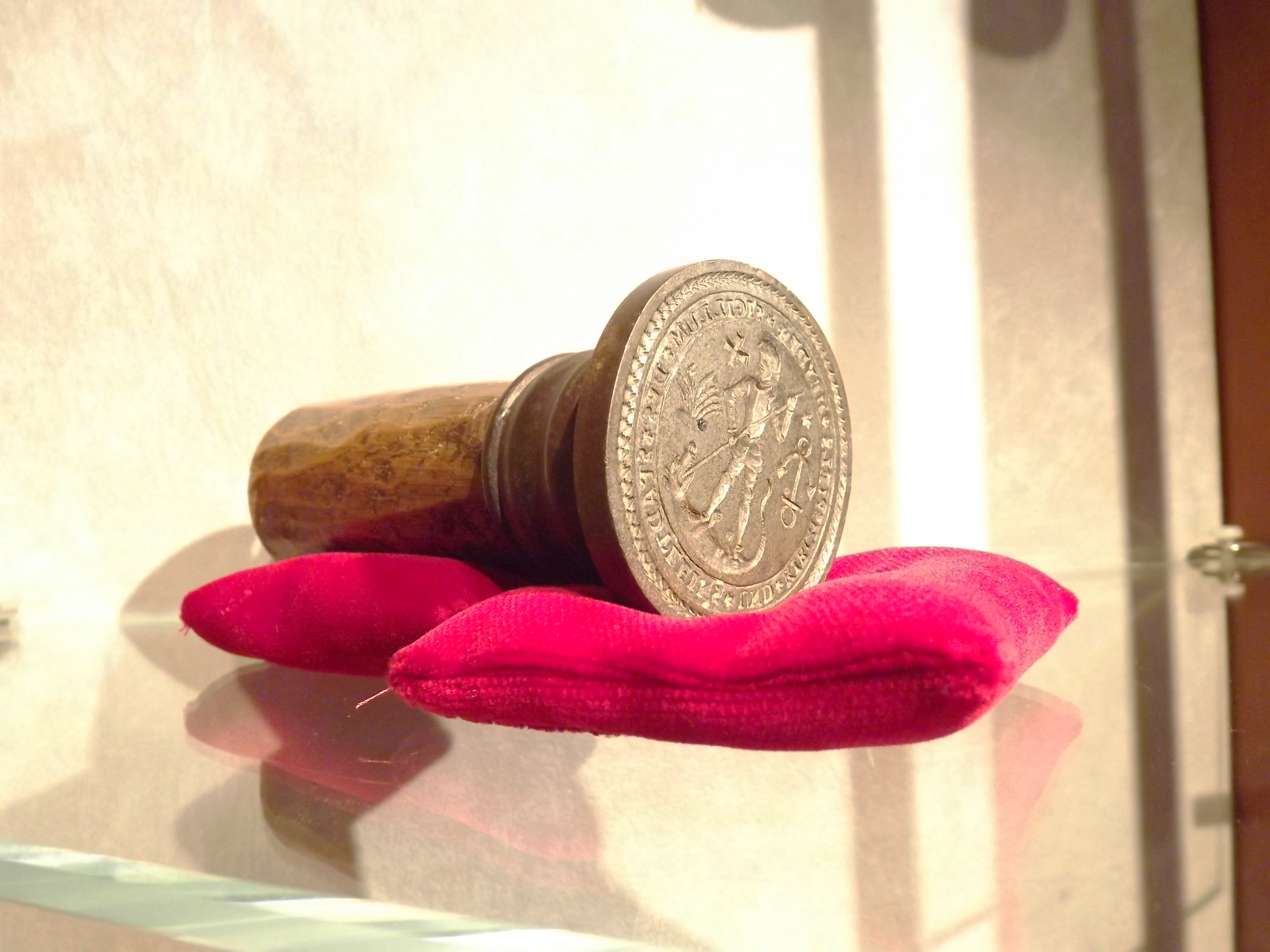
Altes Siegel der Stadt Heide mit dem Stadtpatron St. Georg
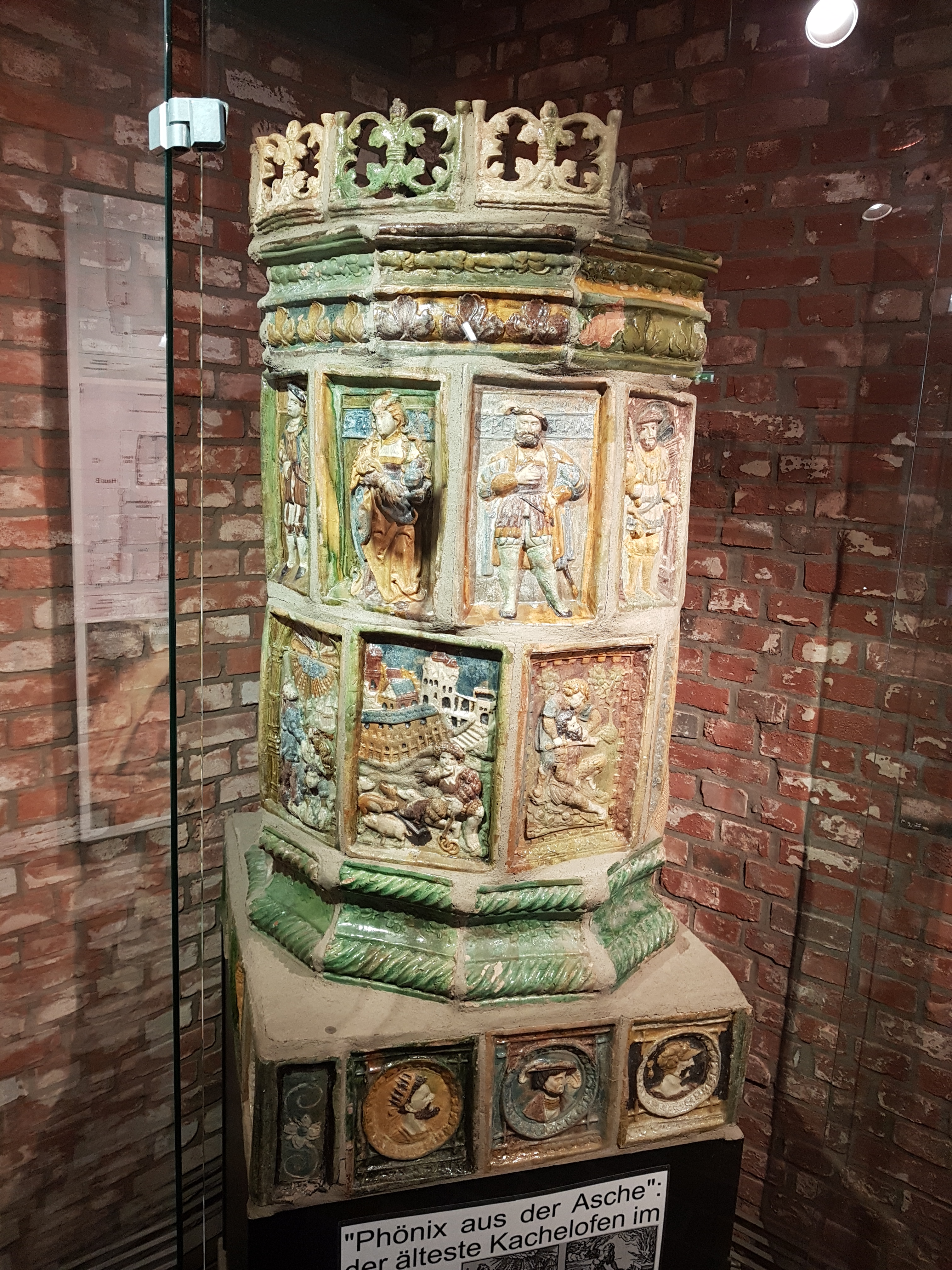
Der vermutlich älteste Kachelofen Norddeutschlands
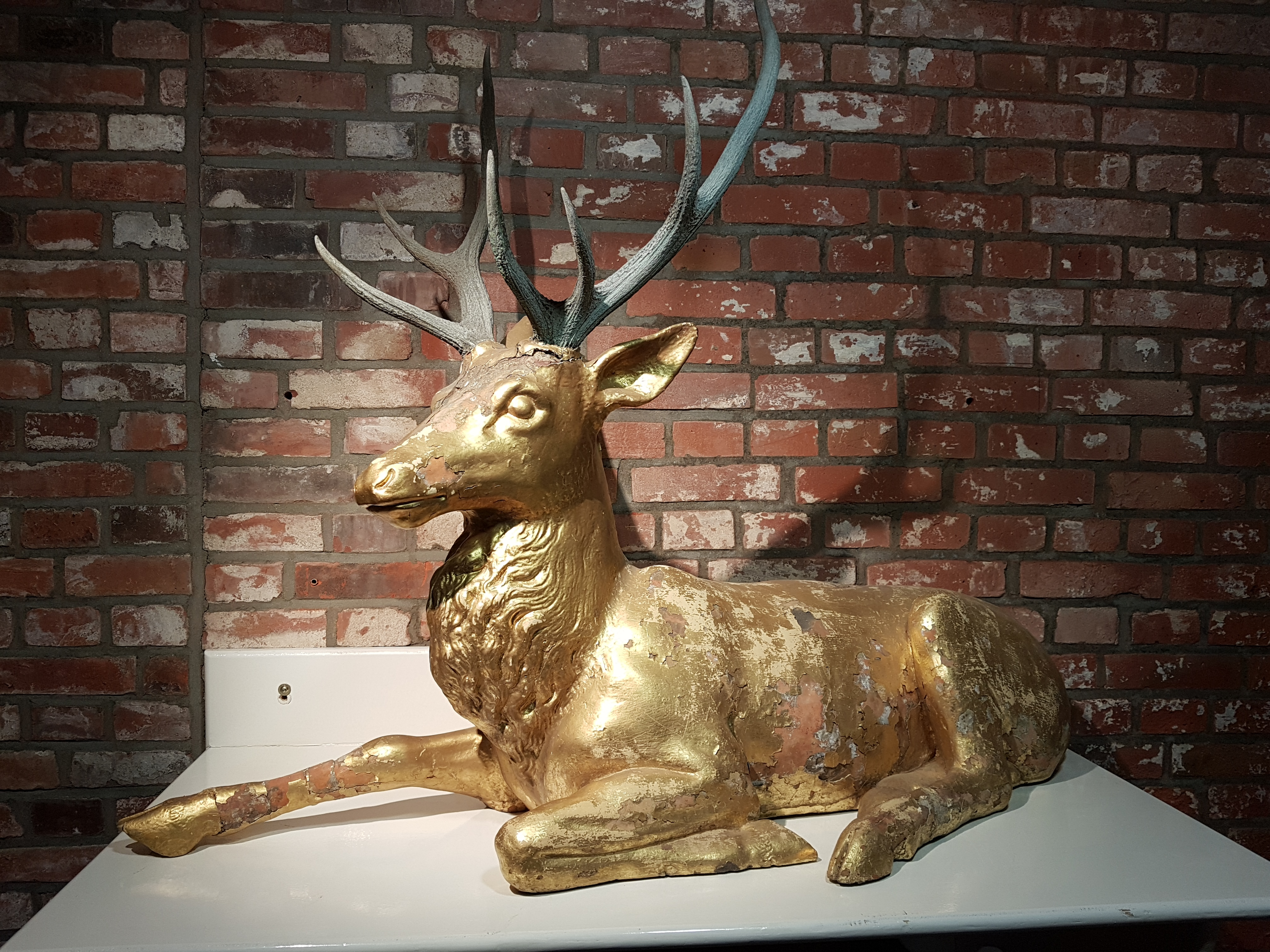
Wahrzeichen der Heider Hirschapotheke (gegr. 1734)
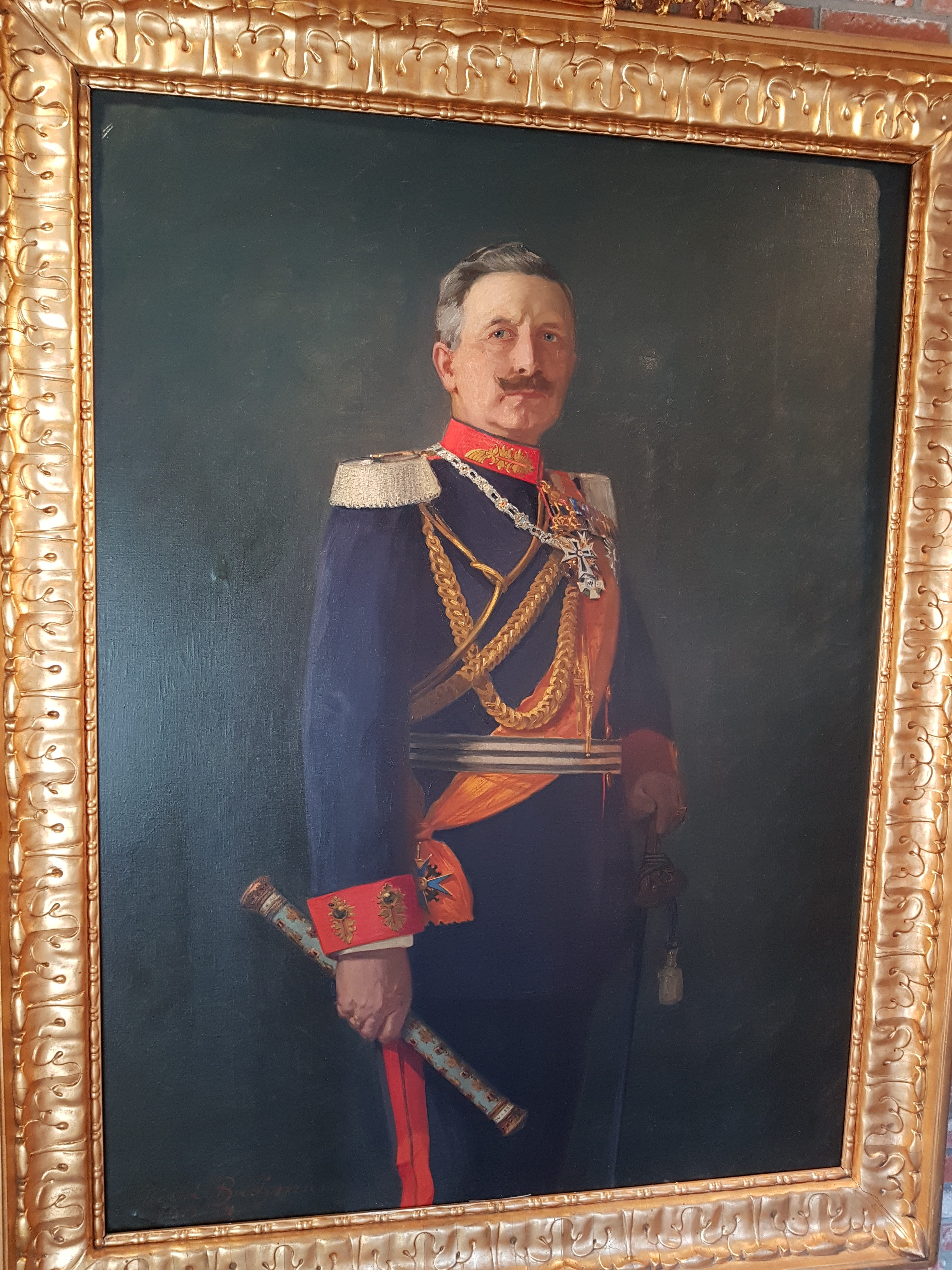
Nicolaus Bachmann: Porträt Kaiser Wilhelms II., 1913/14
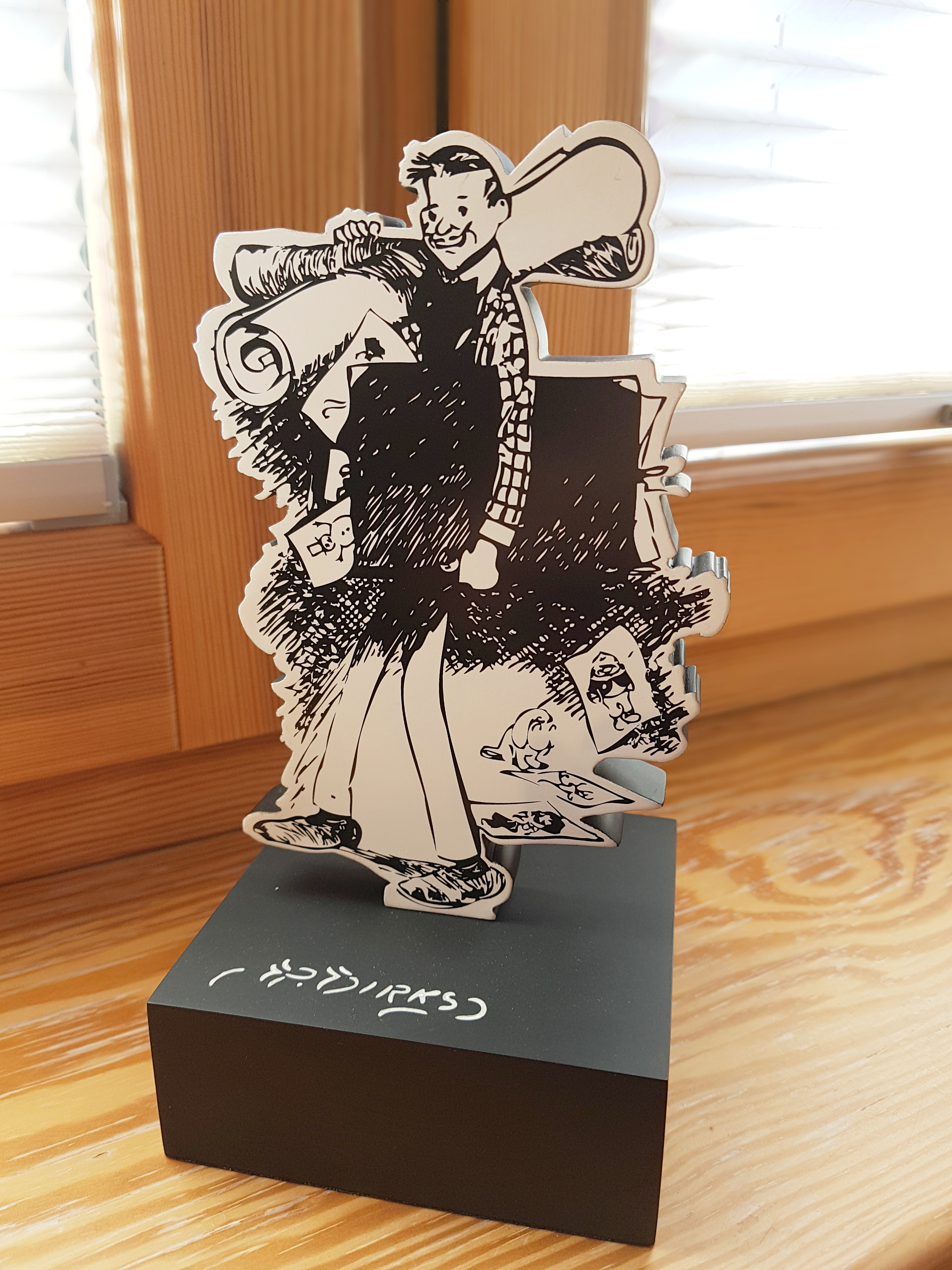
Rudolph-Dirks-Award
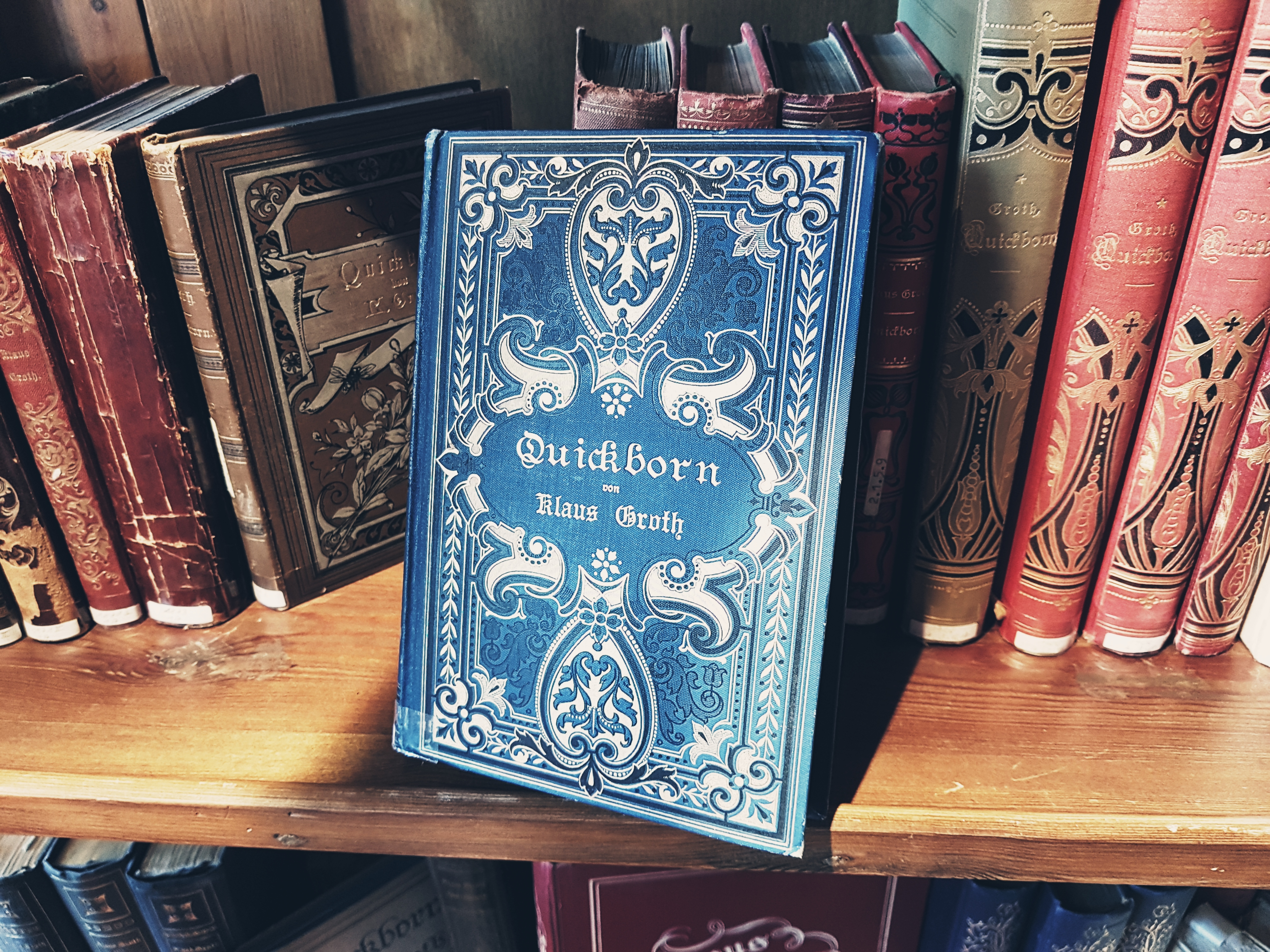
Ausgabe von Klaus Groths Quickborn
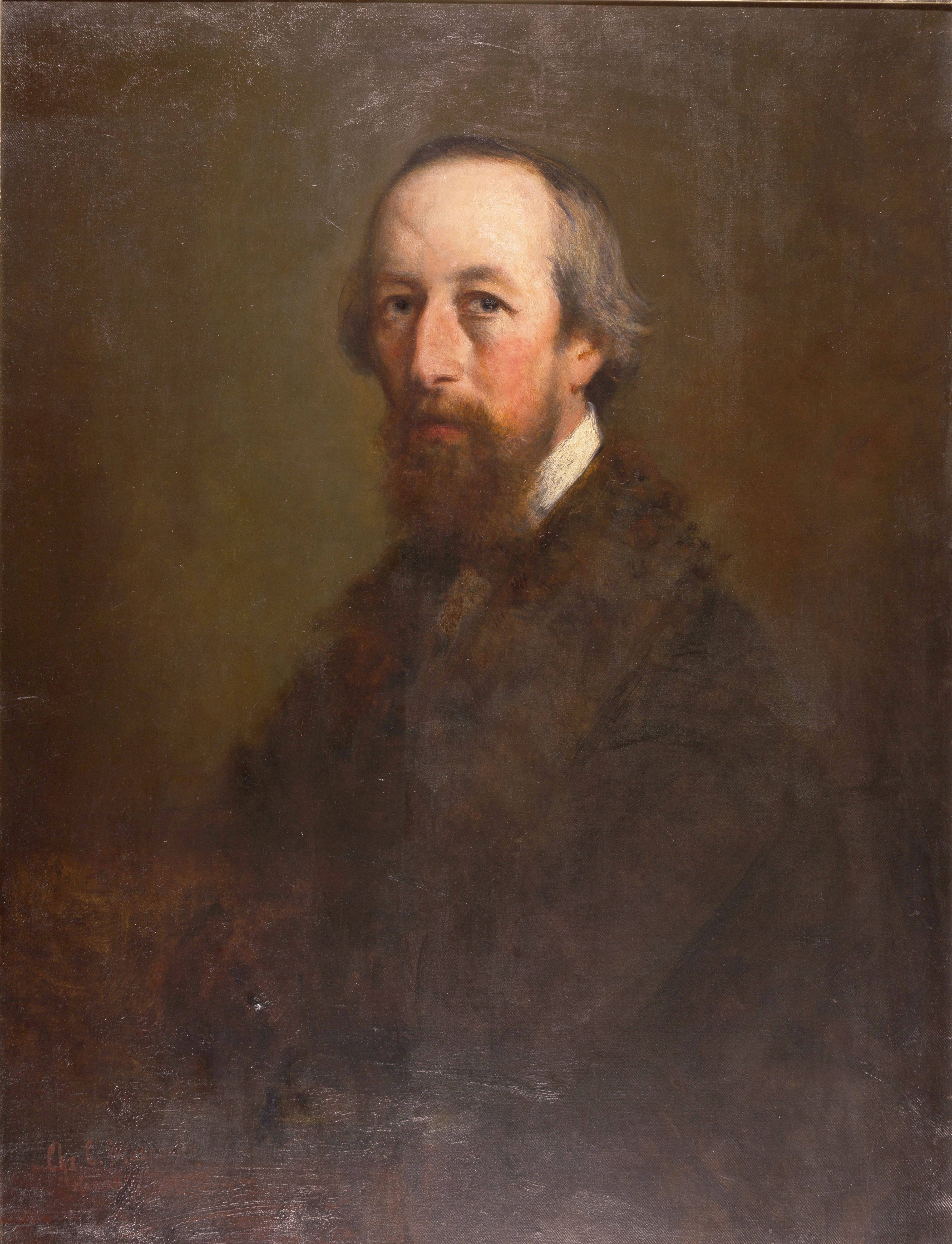
Christian Carl Magnussen: Porträt von Klaus Groth, 1866

## Sonderausstellungen
- Eröffnungsausstellung Museumsinsel – Heider Fotochronik 1860–1930, ab 7. Juni 2001.
- Verlacht, verboten und gefeiert – Ausstellung zur Geschichte des Frauenfußballs von der Frauengeschichtswerkstatt, 5. Mai – 27. Mai 2010.
- WassErLeben – Die Geschichte des Wassers von Abwasser bis Zinkbadewanne, Frühjahr 2011.
- Theodor Möller (1873–1953) – Heide und Umgebung in alten Photographien, Herbst 2012.
- Faszination und Fortschritt. Vom Marktfrieden zum modernen Jahrmarkt, 5. März – 26. März 2017.
- Schönheit im Detail. Nicolaus Bachmanns Blick auf Dithmarschen, 23. Juli – 3. September 2017.
- Tradition. Aufbruch. Selbstbestimmung – Impressionen aus den 60er Jahren, Eine Ausstellung der Frauengeschichtswerkstatt, 8. Oktober – 12. November 2017.
- Rudolph Dirks. Zwei Lausbuben und die Erfindung des modernen Comics, 18. Februar – 22. April 2018.
- Heimweh nach Lüttenheid. Die Freundschaft von Johannes Brahms und Klaus Groth, 25. April – 31. Oktober 2018.
- Groth und Hebbel – Ein ungewöhnliche Dichterfreundschaft, 28. April – 20. Oktober 2019.
- Kindervogelschießen in Heide, 9. Februar – 23. April 2020.

## Veröffentlichungen
- Museumsinsel Lüttenheid, Benedikt Brebeck (Hrsg.): Rudolph Dirks. Zwei Lausbuben und die Erfindung des modernen Comics, Katalog zur Ausstellung, Heide 2018, ISBN 978-3-96234-004-9.
- Museumsinsel Lüttenheid, Claudia Graf (Hrsg.): Kindervogelschießen in Heide, Begleitheft zur Ausstellung, Heide 2020.
- Museumsinsel Lüttenheid (Hrsg.): 100 Jahre Klaus-Groth-Museum, Heide 2014.